# Лаврентиев сборник
Лаврентиевият сборник, наричан още Иван-Александров сборник или Търновски сборник, е среднобългарски ръкопис в Руската национална библиотека (№ F.I.376).
Пространна бележка в края му съобщава, че е преписан през 1348 г. от „многогрешния свещеноинок Лаврентий“ за „благоверния и христолюбивия, превисокия и самодържавния цар на българите и на гърците Иван Александър“

## Състав
Сборникът се състои от 219 листа и до 1393 остава в Търново. След падането на града под османско иго сборникът е отнесен във Влахия или Молдавия, а след това на Атон. Там, в манастира „Свети Павел“, сборникът остава до 1655, когато руския монах Арсений Суханов го отнася в Синодалната библиотека в Петербург. Преминава през няколко ползвателя и в крайна сметка през 1863 попада в Публичната библиотека на Петербург (днес Библиотека „Салтиков-Шчедрин“) под сигнатурен номер F.I.376.

## Издания
- Куев, К. Иван-Александровият сборник от 1348 г. С., 1981.
- Zashev, E. Lavrentiy's Miscellany/Tsar Ivan Alexandăr's Miscellany of 1348: Phototype Edition. Sofia, 2015.

## Изследвания
- Zashev, E. Scriptor Lavrentiy and His Miscellany of 1348. – Papers of BAS: Humanities and Social Sciences, 2, 2015, № 1 – 2, 43 – 61.